# Friction stir welding

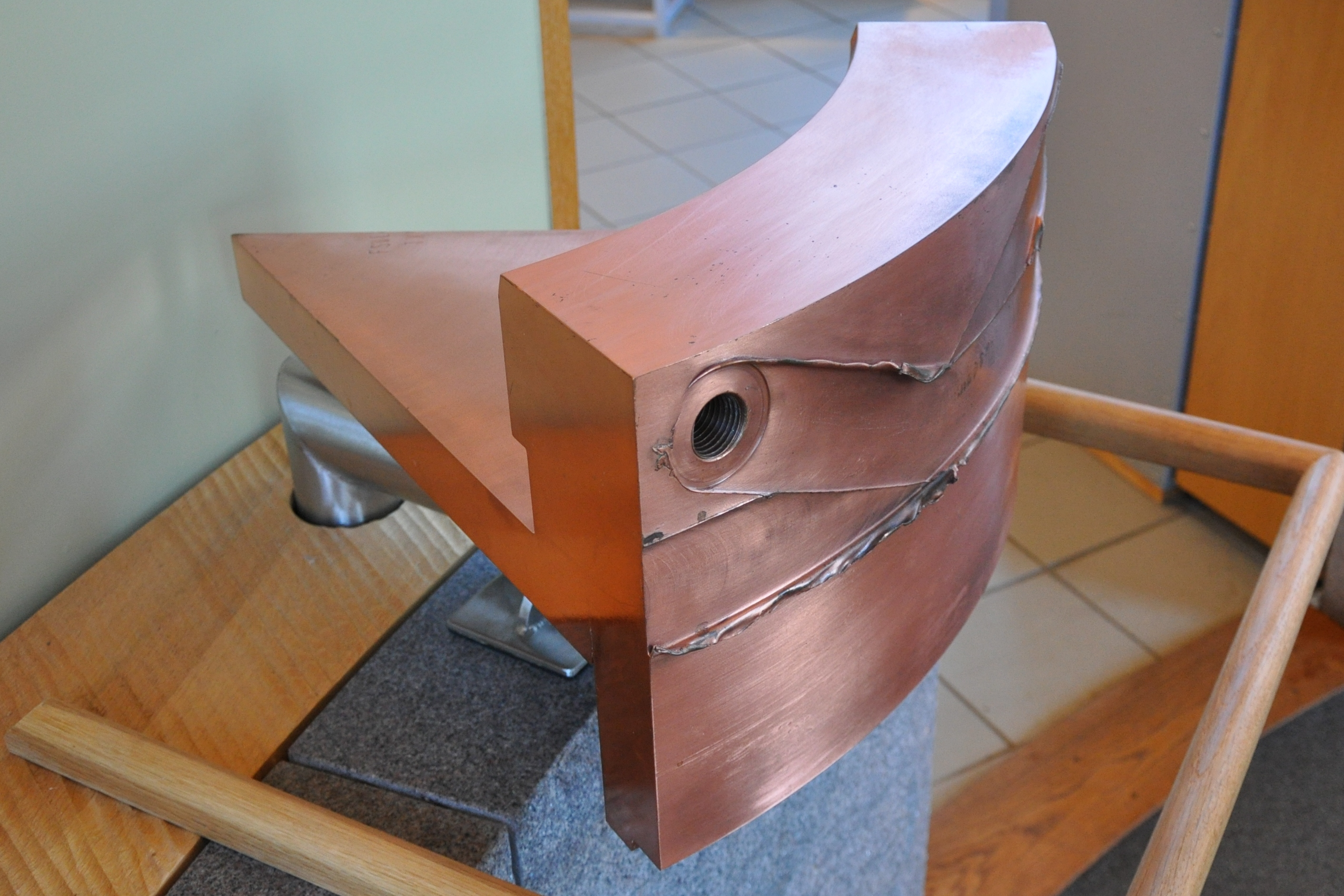
Demodetalj av friktionsomröringssvetsad kopparkapsel KBS-3 för använt kärnbränsle. Utställningen i Äspölaboratoriet.

Friction stir welding (FSW), friktionomrörningssvetsning, är en svetsmetod där man binder samman material med hjälp av friktionsvärme. Metoden används när man måste få en svets med egenskaper som är så lika grundmaterialets som möjligt.
FSW uppfanns på The Welding Institute (TWI) i Cambridge 1991 och används idag inom bland annat båt-, flyg-, rymd- och bilindustrin.
Svensk Kärnbränslehantering AB planerar att försluta kopparkapslarna som ska användas för slutförvaring av använt kärnbränsle med hjälp av tekniken.